# Bundesverband Druck und Medien
Der Bundesverband Druck und Medien e. V. (BVDM) ist der Spitzenverband der deutschen Druckindustrie. Als Arbeitgeberverband, politischer Wirtschaftsverband und technischer Fachverband vertritt er die Positionen und Ziele der Druckindustrie gegenüber Politik, Verwaltung, Gewerkschaften und der Zulieferindustrie. Getragen wird der BVDM von acht regionalen Verbänden. International ist er über seine Mitgliedschaft bei Intergraf und FESPA organisiert. Zur deutschen Druckindustrie gehören gegenwärtig über 6.300 überwiegend kleine und mittelständische Betriebe mit fast 99.000 Beschäftigten.

## Geschichte

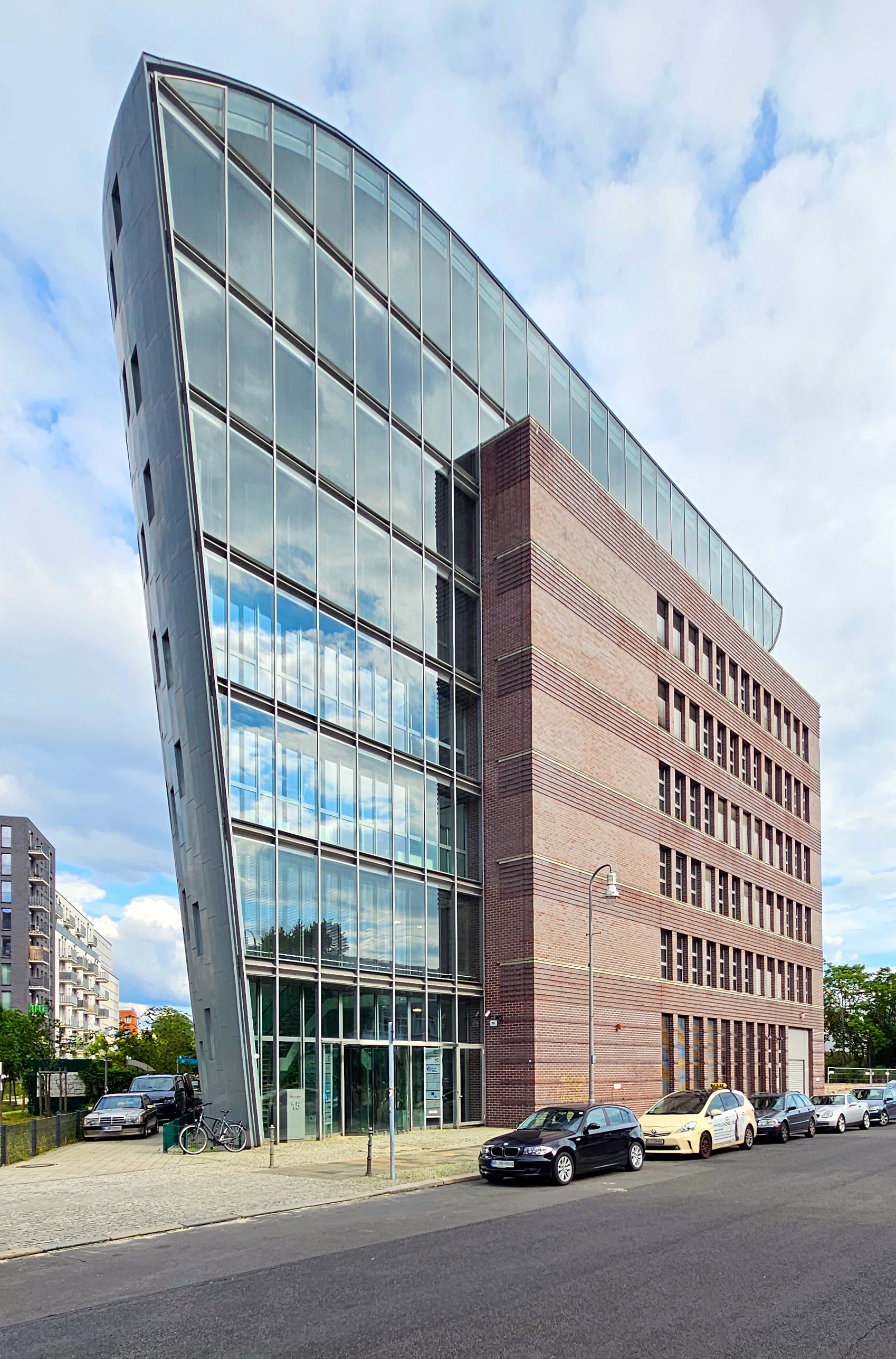
Der Verband hat seine Büros im Haus der Presse Berlin in der Markgrafenstraße 15.

Der BVDM entwickelte sich vom Deutschen Buchdruckerverein zum Bundesverband Druck und Medien. 1869 entstand im Geburtshaus des Erfinders des modernen Buchdrucks mit beweglichen Lettern Johannes Gutenberg in Mainz mit dem „Deutschen Buchdrucker-Verein“ (DBV) der erste Wirtschafts- und Arbeitgeberverband mit darauffolgendem Sitz in Leipzig. 1937 ging der DBV in der Wirtschaftsgruppe Druck und Papierverarbeitung des Reichswirtschaftsministeriums auf.
Auf das Engagement einzelner Buchdruckereibesitzer hin gründete sich nach Kriegsende am 11. Januar 1946 in Detmold der „Verband der graphischen Betriebe NordwestDeutschland“ (VGBN), aus dem heraus 1947 die „Arbeitsgemeinschaft graphischer Verbände der Bizone“ (AGV) mit Sitz in Wiesbaden ins Leben gerufen wurde. 1963 wurde aus der AGV die „Bundesvereinigung der Deutschen Graphischen Verbände e. V.“. Der Verband wuchs permanent an, und schon im Jahr 1968 benannte sich die „Bundesvereinigung“ um in „Bundesverband Druck“ (BVD).
2000 erfolgte erneut eine Namensänderung in den heutigen Bundesverband Druck und Medien e. V. Dieser verlegte 2012 seinen Sitz nach Berlin. Nach zehn Jahren im Haus Friedrichstadt zog der Verband 2022 ins Haus der Presse inmitten des Berliner Zeitungsviertels um. Dort residiert er erstmals unter einem Dach mit dem regionalen Verband Druck und Medien NordOst.
Der BVDM arbeitet eng mit dem Deutschen Institut Druck e. V. (DID) zusammen, der als gemeinnütziger Verein der branchennahen Zulieferindustrie das Sammeln und Verbreiten von Erkenntnissen „im Wissensgebiet Druck“ fördert.

## Regionale Verbände

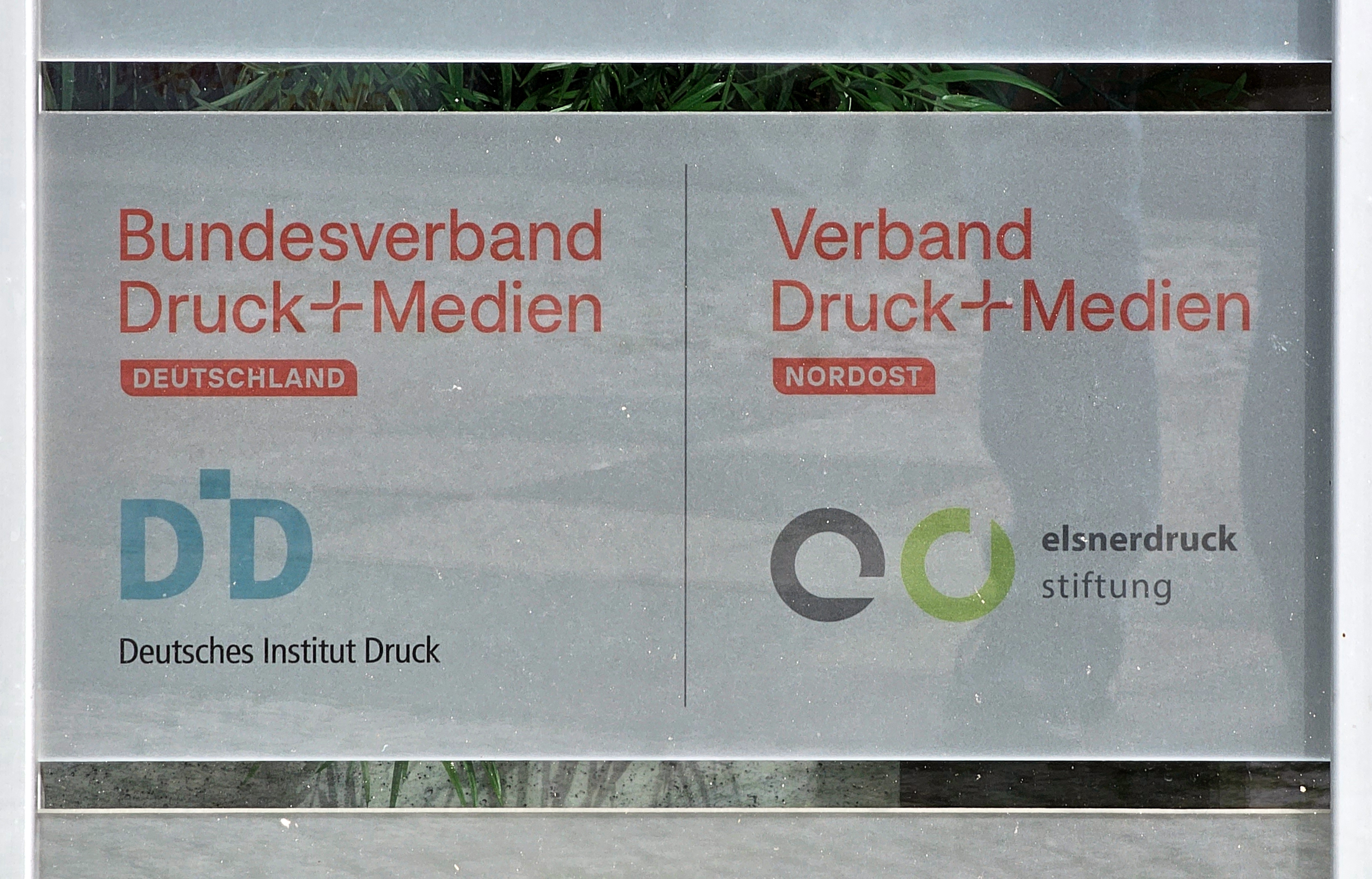
Gemeinsames Türschild des Bundesverbandes und des Regionalverbandes NordOst am Haus der Presse Berlin

Getragen wird der BVDM von acht regionalen Verbänden, in denen die Druck- und Medienunternehmen als Mitglieder organisiert sind:
- dmpi – Industrieverbände Druck und Medien, Papier- und Kunststoffverarbeitung Baden-Württemberg e. V.
- Verband Druck und Medien Bayern e. V.
- Verband Druck und Medien Hessen e. V.
- Verband Druck und Medien Mitteldeutschland e. V.
- Verband Druck und Medien NordOst e. V.
- Verband Druck + Medien Nord-West e. V.
- Verband Druck und Medien Rheinland-Pfalz und Saarland e. V.
- Verband Papier, Druck und Medien Südbaden e. V.

## Aufgaben
Als moderner Verband liefert der BVDM seinen Landesverbänden und deren Mitgliedsunternehmen wichtige Impulse, kompetente Beratung und Qualifizierung und sorgt für optimale politische, wirtschaftliche und technische Rahmenbedingungen.
Arbeit & Tarif: Der BVDM bezieht Position für die Druckbranche und unterstützt seine Landesverbände bei der rechtlichen Beratung in der gesamten Bandbreite des Arbeits- und Sozialrechts. Darüber hinaus nimmt er die politische Interessenvertretung wahr und ist Tarifpartner von bei den Lohn- und Manteltarifverhandlungen der Druckindustrie.
Unternehmensrecht: Auf deutscher und europäischer Ebene setzt sich der BVDM beim Erstellen von Gesetzen und Verordnungen dafür ein, dass die Interessen der Druckbranche berücksichtigt werden. Der Verband informiert zu aktuellen wirtschaftsrechtlichen Themen und unterstützt seine Mitglieder bei der qualifizierten Beratung zu komplexen wirtschaftsrechtlichen Fragestellungen, zum Beispiel zum Urheber- und Medienrecht oder zum Wettbewerbsrecht.
Umwelt: Der BVDM und seine acht Landesverbände unterstützen Druck- und Medienunternehmen aktiv auf dem Weg in die umweltfreundliche Produktion. Wenn es um Nachhaltigkeit geht, hat die Druckbranche seit vielen Jahren eine Vorreiterrolle in der deutschen Wirtschaft inne. Die Klimainitiative und der CO2-Rechner des BVDM werden aufgrund ihres besonders nachhaltigen Ansatzes ideell vom Bundesministerium für Umwelt, Naturschutz und nukleare Sicherheit unterstützt.
Bildung: Die rasante Entwicklung von Technik und Märkten in der Druckbranche erfordert eine ständige Kompetenzerweiterung. Gemeinsam mit den Landesverbänden bietet der BVDM ein breites Informations- und Bildungsangebot für die Mitgliedsunternehmen an und entwickelt und gestaltet mit der Gewerkschaft moderne Berufsbilder und Ausbildungsmöglichkeiten.
Technik + Forschung: Der BVDM ist der Experte für die Druckindustrie. Als erfahrener Partner unterstützt der Verband seine Landesverbände und die Mitgliedsbetriebe auf diesem Gebiet. Er zeigt Handlungsfelder für neue Technologien auf, gibt Entscheidungshilfen für Investitionen und hilft Produktivität und Qualität zu sichern. Der BVDM ist Herausgeber u. a. der Altona Testsuite, des Prozessstandard Offsetdruck und des Medienstandard Druck.
Wirtschaftspolitik: Als Dachorganisation setzt sich der Bundesverband gegenüber dem Gesetzgeber, Behörden und anderen Organisationen für die sozial-, bildungs- und wirtschaftspolitischen Interessen der Unternehmen ein – direkt durch aktive Lobbyarbeit und indirekt durch die Mitwirkung in nationalen und internationalen Gremien. Das BVDM-Konjunkturtelegramm informiert monatlich über die Geschäftslage, Geschäftserwartungen und Geschäftsklima der Unternehmen.
Presse- und Öffentlichkeitsarbeit: Mit intensiver Pressearbeit, öffentlichkeitswirksamen Veranstaltungen wie dem Deutschen Druck- und Medientag oder der FESPA Global Print Expo sowie Print- und Online-Kampagnen gibt der BVDM der Druckindustrie eine starke Stimme und ein Gesicht nach außen. Das Verbandsmagazin „NUTZEN“ sowie weitere Publikationen informieren über aktuelle Trends und Entwicklungen aus der Druck- und Medienbranche.

## Mitgliedschaften
Auf EU-Ebene ist der Verband neben der Fogra über Intergraf sowie international im Rahmen der FESPA – der globalen Föderation aus 37 Nationalverbänden für Siebdruck, Digitaldruck und Textildruck – organisiert. Darüber hinaus ist der BVDM einer der ideellen Träger der weltgrößten Messe der Printmedien drupa.